# Filtre de Berkefeld

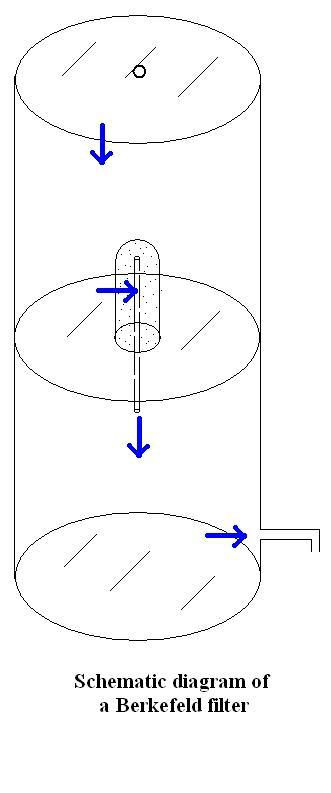
Diagrama esquenàtic d'un filtre de Berkefeld

els filtres de Bakerfeld són filtres d'aigua fets de terra de diatomees (diatomaceous earth|Kieselguhr). Es van inventar a Alemanya el 1891. Berkefeld és el nom del propietari d'una mina a Hannover, d'on es va extreure la terra de diatomees. És un bon filtre d'aigua bacterià 
.

## Disseny
Aquest filtre consta de dos cilindres de metall o de plàstic posats un a sobre l'altre,

### Tipus
Aquests filtres es classifiquen segons el diàmetre dels porus dins el material ceràmic:
- V (Viel) - amb els porus més gruixuts
- N (Normal) - amb porus de mida intermèdia
- W (Wenig) - amb els porus més petits

### Ús
El Berkefeld és eficient per a filtrar bacteris, tanmateix no treu els virus com el de Hepatitis A i alguns bacteris com els micoplasma.
Aquest filtres van ser útils durant l'epidèmia de còlera de 1892 a Hamburg.